# Fat Pig

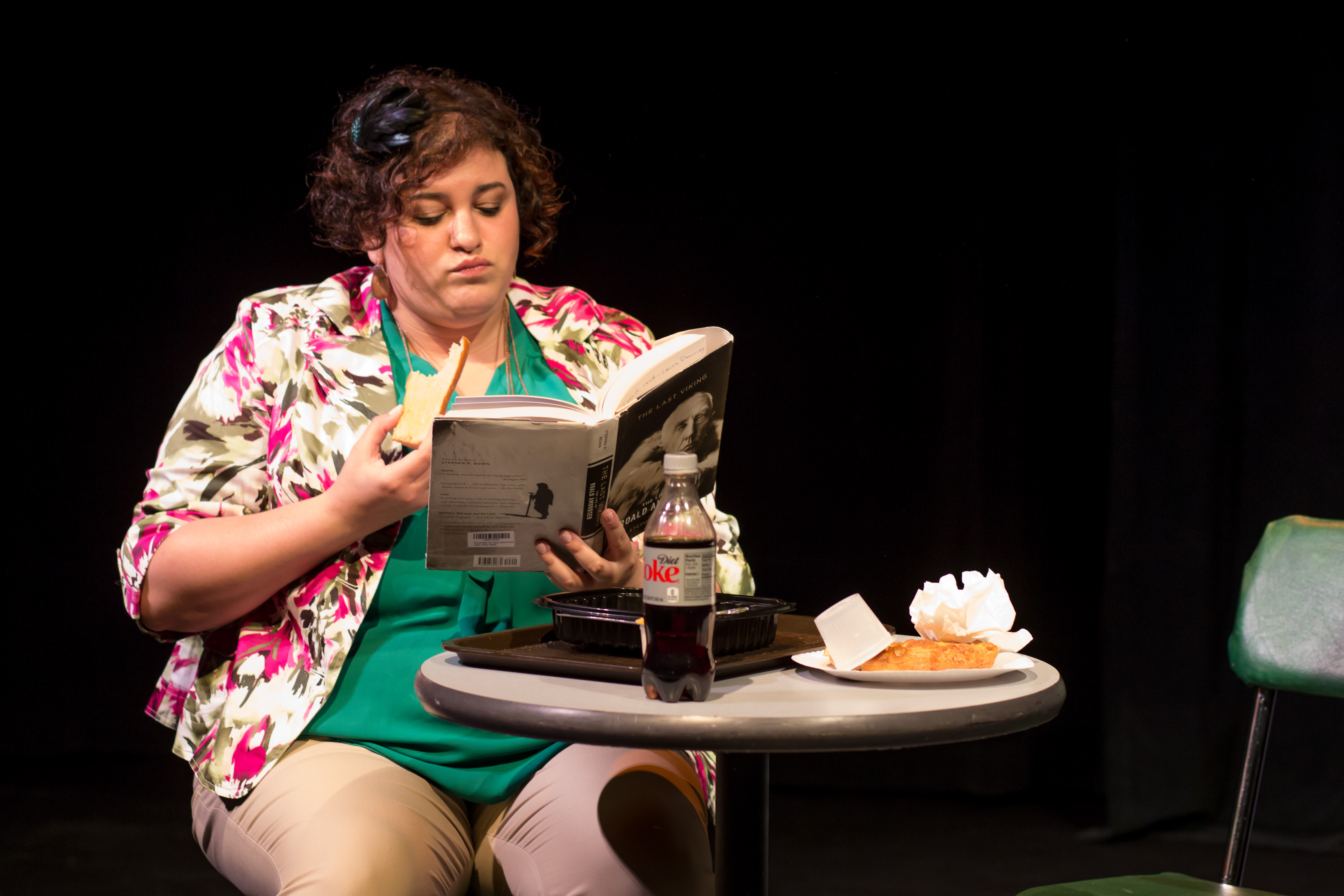
Obra Fat Pig

Fat Pig (Gorda en su traducción al español) es una obra de teatro del dramaturgo estadounidense Neil LaBute estrenada en 2004.

## Argumento
La obra cuenta la historia de Tom, un profesional liberal residente en una gran ciudad, que se enamora de una bibliotecaria aquejada de obesidad llamada Helen. Se conocen en un restaurante y Tom queda prendado de la naturalidad con la que ella se acepta a sí misma. Comienzan entonces a salir. Un par de semanas más tarde, Carter, el mejor amigo de Tom, intuye que Tom ha iniciado una nueva relación. Inquiere a Tom sobre el tema delante de otra compañera de trabajo, Jeannie, que ha mantenido igualmente relaciones con Tom pero de manera esporádica. Pese a que Tom pretende mantener su relación lejos de los cotilleos de sus amigos, Carter se hace el encontradizo y conoce finalmente a Helen. Pero viendo su físico concluye que no puede ser ella el nuevo amor de Tom y la ridiculiza ante su amigo cuando ella se ausenta un momento. Pocos días después es Jeannie la que muestra a Tom su sorpresa y enfado al confirmar que ha sido remplazada en el corazón de Tom por una gorda. Mientras tanto, los sentimientos entre Tom y Helen se hacen más profundos, hasta el punto de que ella rechaza una promoción laboral en otra ciudad para no serpararse de su novio. Sin embargo, él sigue mostrándose reticente a presentarla a sus amigos, porque en el fondo se avergüenza de ella. Helen consciente de la situación le da un ultimátum, que finalmente pone fin a la relación, vencida por los convencionalismos sociales.

## Representaciones destacadas
- Lucille Lortel Theatre, Off-Broadway, Nueva York, 23 de noviembre de 2004. Estreno Mundial.
  - Dirección: Jo Bonney.
  - Intérpretes:  Ashlie Atkinson (Helen), Jeremy Piven (Tom), Andrew McCarthy  (Carter), Keri Russell (Jeannie).

- Teatro Alcázar, Madrid, 2006.
  - Dirección: Tamzin Townsend.
  - Intérpretes:  Teté Delgado (Elena), Luis Merlo (Tony), Iñaki Miramón, Lidia Otón.[2]

- Villarroel Teatre, Barcelona, 2006.Versión en lengua catalana.
  - Dirección: Magda Puyo.
  - Intérpretes:  Mireia Gubianas (Elena), Iván Benet (Tony), Óscar Rabadán y Cristina Genebat.[3]

- Audrey Skirball-Kenis Theater, Los Ángeles, 2007.
  - Intérpretes: Kirsten Vangsness (Helen), Scott Wolf (Tom), Chris Pine (Carter), Andrea Anders (Jeannie).[4]

- Paseo La Plaza, Buenos Aires, 2008.
  - Dirección: Daniel Veronese.
  - Intérpretes: Mireia Gubianas (Hellen), Gabriel Goity (Tom), Jorge Suárez y  María Socas.[5]

- Estudios Trafalgar, Londres, 2008.
  - Intérpretes:  Ella Smith (Helen), Robert Webb (Tom), Kris Marshall (Carter), Joanna Page (Jeannie).[6]

- Sala Teatro MovieCenter, Montevideo, 2009.
  - Dirección: Mario Morgan.
  - Intérpretes: Nair Suárez (Hellen), Álvaro Armand Ugón (Tom), César Troncoso y Patricia Wolf.[7]

- Teatro Nacional La Castellana, Bogotá, 2009.
  - Dirección: Mario Morgan.
  - Intérpretes: Constanza Hernández (Hellen), Fabián Mendoza (Tom), Tatiana Rentería, Juan Sebastián Aragón.

- Teatro Fernando Soler, Ciudad de México, 2010.
  - Intérpretes: Mireia Gubianas (Hellen), Héctor Suárez Gomís (Tomi), Juan Carlos Barreto (Dani) y Lourdes Reyes (Juana).

- Théâtre de Paris, París, 2015.Versión en lengua francesa con el título de "Énorme".
  - Dirección: Marie-Pascale Osterrieth
  - Intérpretes: Julie de Bona, Thomas Lempire, Bertrand Usclat, Charlotte Gaccio.